# 臺灣裔越南人
臺灣裔越南人為祖先、父母、家屬或自身來自臺灣的越南籍公民、永久居民和住民等。根據駐胡志明市中華民國對外貿易發展協會2002年的統計資料，在越南的臺灣人有20,000人。另外，據联合国难民署統計，約有3,000名越南婦女與台灣人離婚後成為無國籍身份。